# 盧扎

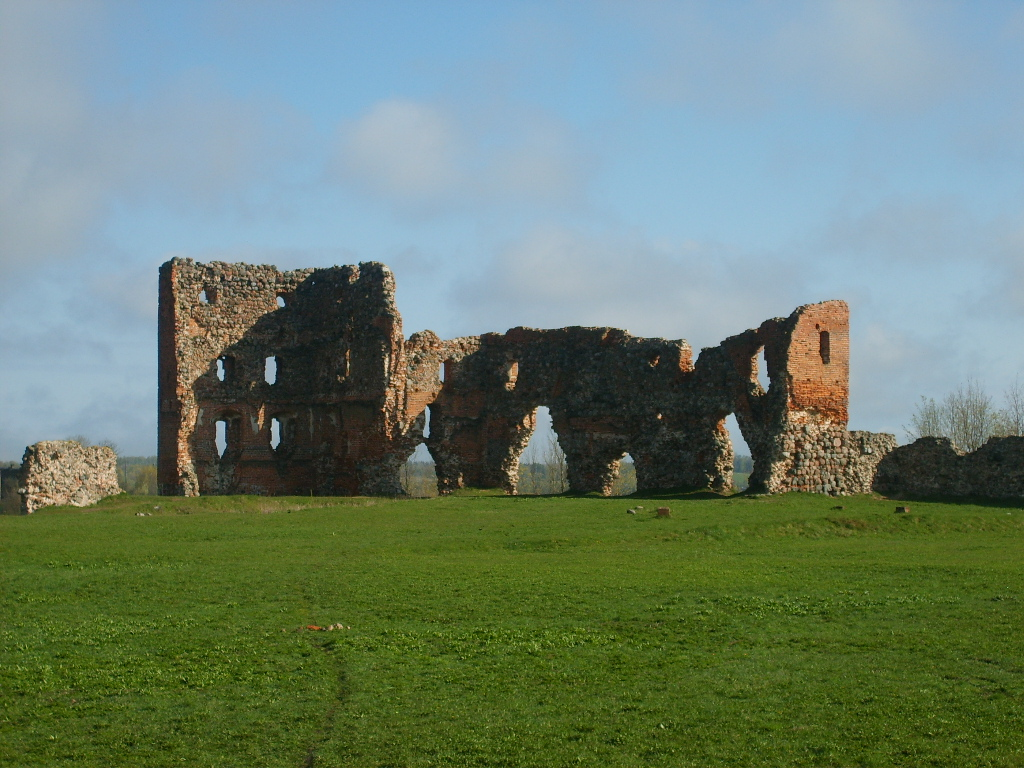
卢扎城堡遗址

盧扎是拉脫維亞盧扎市鎮内的城鎮，位於該國東部，距離首都里加269公里，毗鄰與俄羅斯接壤的邊境，面積10.53平方公里，2012年人口9,380。

## 外部連結
- 盧扎市鎮官方网站 （页面存档备份，存于） （拉脱维亚文） （俄文） （英文）
- LUDZAS AMATNIEKU CENTRS （页面存档备份，存于） （拉脱维亚文）
- Историческая информация о городе Люцин （页面存档备份，存于） （俄文）